# Hobyfyndet

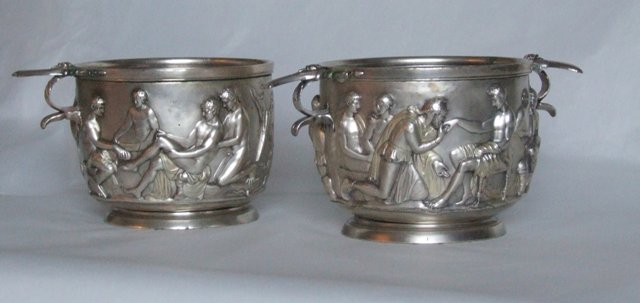
Kopior på silverbägarna från Hobyfyndet.

Hobyfyndet är ett gravfynd från romersk järnålder som daterats till första århundradet. Det påträffades i Hoby i Gloslunde socken på Lolland i Danmark vilket namngivit fyndet.
Under grävningarna av ett avlopp påträffade bonden Rasmus Larsen två bägare och en bricka. Han insåg att fyndet var ovanligt och kontaktade därför tidningen i Nakskov som kontaktade Nationalmuseet. När Nationalmuseets personal kom dagen efter hade Rasmus Larsson grävt upp de flesta föremålen. Det bestod av en komplett romersk servis med bland annat tvättfat, bronsbricka med två silverbägare, ett bronsfat med iliggande kanna, en vinskopa och en starkt fragmentarisk situla. Förutom att fyndet är rikt med föremål har dessa också hög kvalitet, bronskärlen härstammar från de romerska fabrikerna i Capua och silverbägarna är signerade av en grekisk mästersmed, Cheirisophos. Där fanns också andra föremål som fingerringar i guld, bronsinfattningarna från ett dryckeshorn, bronskniv, bältspännen och lerkar. Fynden låg på ett djup av 2 meter och där fanns även ett skelett och resterna av en gravvård.

## Silverbägarna
De främsta fynden är de båda silverbägarna. De är prydda med drivna figurala mönster som visar scener ur Homeros diktverk Iliaden. Bland annat visas belägringen av Troja. En av scenerna visar hur den trojanske kungen Priamos knäböjer inför Akilles och ber att få ta hand om sonen Hektors lik efter att Akilles besegrat sonen. Akilles är klädd som en romersk hjälte medan den besegrade Priamos framställs som en german. Bägarna är märkta med namnet Silius vilket är namnet på en befälhavare över de romerska trupperna i de nordligaste provinserna, och det är rimligt att han skulle ha beställt ett sådant praktverk Möjligen har han sedan gett bägarna i gåva till en germansk hövding som har ingått i förbund med romarna. Det skulle då ha skett efter slaget vid Teutoburgerskogen, då romarna bytte taktik och valde att förhandla och sluta förbund med germanerna istället för att försöka erövra området som provins.